# Verbierita
La verbierita és un mineral de la classe dels òxids.

## Característiques
La verbierita és un òxid de fórmula química BeCr₂3+TiO₆. Va ser aprovada com a espècie vàlida per l'Associació Mineralògica Internacional l'any 2015. Cristal·litza en el sistema ortoròmbic. És l'anàleg mineral amb crom de la byrudita, amb la qual comparteix l'estructura cristal·lina. És el segon mineral descobert que conté beril·li i crom després de la mariinskita.

## Formació i jaciments
Va ser descoberta a Savoleyres, a la vall de Bagnes (Valais, Suïssa). Es tracta de l'únic indret on ha estat trobada aquesta espècie mineral.